# NGC 200
NGC 200 là một thiên hà xoắn ốc thuộc chòm sao Song Ngư, được William Herschel phát hiện vào ngày 25 tháng 12 năm 1790.